# ブランド・ホワイト・ガーランド症候群

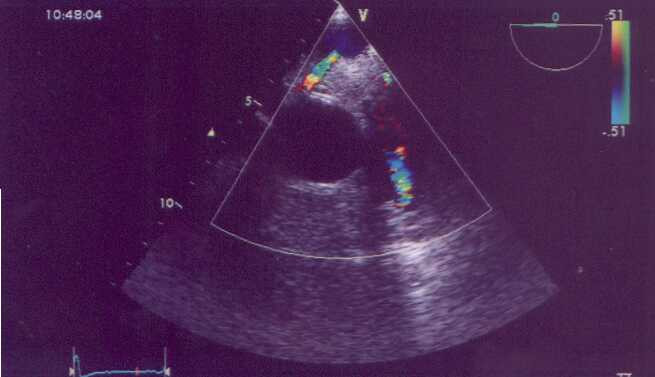
45歳女性のブランド・ホワイト・ガーランド症候群の心エコー（カラードプラ）像

ブランド・ホワイト・ガーランド症候群（ブランド・ホワイト・ガーランドしょうこうぐん、英: Anomalous left coronary artery from the pulmonary artery、略称: ALCAPA）とは、左冠動脈が肺動脈より起始する病態である。

## 概要
出生後の肺動脈圧の低下により、左冠動脈血流が低下するため虚血となり、多くの症例で1歳までに死亡に至るが、早期手術の成績は向上している。1割が無症状のまま成人期に達するが、運動時虚血による突然死が問題となっている。

## 検査
- 聴診で逆流性雑音[1]
- カラードプラで肺動脈内血流異常[1]
- 心血管造影で右冠動脈に遅れる左冠動脈の造影[1]

## 治療
- 竹内法：大動脈壁に肺動脈との穴をあけ、肺動脈内にトンネルを形成し、大動脈からの血流を左冠動脈に確保する。
- 冠動脈移植術
- 大動脈 - 左冠動脈バイパス術